# Лиотар, Жан-Франсуа
Жан Франсуа́ Лиота́р (фр. Jean-François Lyotard; 10 августа 1924, Версаль — 21 апреля 1998, Париж) — французский философ

-постструктуралист и теоретик литературы.
Определил постмодерн как кризис метанарративов (великих проектов).

## Биография
Жан Франсуа Лиотар родился в Версале (Франция). Изучал философию в Сорбонне. Испытал влияние Луи Марена. С 1950 года преподавал философию в восточноалжирском городе Константина, входившем в то время в состав Франции.
В 1954 году Лиотар стал членом французской левокоммунистической политической организации «Социализм или варварство», образовавшейся в 1948 году как реакция на несоответствие троцкистской доктрины той тоталитарной форме правления, которая приняла отчетливые формы в Советском Союзе. «Социализм или варварство» приобретала все более антимарксистскую направленность, и его письма в этот период выражают обеспокоенность крайне левой политикой, сложившейся вокруг алжирской ситуации. Эти свои мысли он открыто излагал в процессе преподавания философии в Константине.
С начала 1970-х и до 1987 года Лиотар преподавал в Университете Париж VIII, под конец карьеры получив звание Заслуженного Профессора. В течение следующих двух десятилетий он читал лекции за пределами Франции: в Калифорнийском университете, в Ирвине, а как приглашенный профессор — в университетах, во всем мире: Беркли, Йельский университет, Сан-Диего в США,; Монреальский университет в Канаде и Университет Сан-Паулу в Бразилии. Он стал также основателем и совещательным членом Международной Коллегии Философии в Париже. Незадолго до смерти он делил своё время между Парижем и Атлантой, где преподавал в Университете Эмори в качестве профессора философии и французского языка.
В 1993 году Жан-Франсуа Лиотар по приглашению журнала «Кабинет» посетил Санкт-Петербург и выступил с лекцией «Anima minima» на симпозиуме «Искусство, философия, психоанализ». Симпозиум проходил в Российском этнографическом музее с 3 по 5 июня 1993 года.
Лиотар любил возвращаться к понятию Постмодернизма в своих многочисленных эссе. В 1998 году, как раз при подготовке конференции по Постмодернизму и Теории СМИ, он неожиданно скончался от быстро прогрессировавшей лейкемии. Лиотар погребен на кладбище Пер-Лашез в Париже.

## Крах «Великого Нарратива»
Деятельность Лиотара характеризуется постоянной оппозицией универсализму метанарративов и принципам обобщения. Он неистово критикует многие заявления «универсализма» Просвещения, а несколько его работ специально направлены на то, чтобы подорвать те фундаментальные принципы, на которых зиждутся эти многообещающие претензии.
В известной работе «Состояние Постмодерна» (1979), он утверждает, что наш век с его постсовременным состоянием отмечен «скептицизмом по отношению к метанарративам». Эти «метанарративы» — часто «великие повествования» — являются грандиозными, крупномасштабными доктринами и философиями мира, типа исторического прогресса, познаваемости всего наукой, или возможности абсолютной свободы. Лиотар утверждает, что мы уже давно не верим, будто рассказы этого типа способны представить и вместить нас всех. Мы стали более бдительными к различению, разнообразию, несовместимости наших стремлений, верований и желаний, и по этой причине постсовременность характеризуется большим количеством микро-нарративов.
Ради этого понятия Лиотар спорит и дает иное истолкование витгенштейновским «языковым играм». В работах Лиотара, термин «языковые игры», называемый иногда «фразовый режим», обозначает разнообразие общностей значений, неисчислимые и несоизмеримые отдельные системы, в которых производятся значения и правила для их циркуляции.
В книге «Состояние постмодерна» Лиотар пишет:
Когда этот метадискурс прибегает эксплицитным образом к тому или иному великому рассказу, как, например, диалектика Духа, герменевтика смысла, эмансипация разумного субъекта или трудящегося, рост богатства и т. п., – то науку, которая соотносится с ним, в целях самолегитимации решают назвать "модерном". … Упрощая до крайности, мы считаем "постмодерном" недоверие в отношении метанарративов. … Существует много различных языковых игр – в силу разнородности их элементов. Они дают возможность своего учреждения только через места сбора и распределения информации – это локальная детерминация. … Наша рабочая гипотеза состоит в том, что по мере вхождения общества в эпоху, называемую постиндустриальной, а культуры – в эпоху постмодерна , изменяется статус знания. … В форме информационного товара, необходимого для усиления производительной мощи, знание уже является и будет важнейшей, а может быть, самой значительной ставкой в мировом соперничестве за власть. … вопрос о двойной легитимации [научного знания] не только не снимается, но напротив, становится все более актуальным. Обращение к великим нарративам исключено; и мы не можем прибегать ни к диалектике Духа, ни к эмансипации человечества как оправданию постмодернистского научного дискурса.
Итак, основной формой «употребления» знания являются «нарративы» — повествовательные структуры, характеризующие определенный тип дискурса в различные исторические периоды. Лиотар выделяет:
1) «легитимирующие» макронарративы, цель которых — обосновать господство существующего политического строя, законов, моральных норм, присущего им образа мышления и структуры социальных институтов.
2) Наряду с макронаррациями существуют также и «языческие» микронарративы, которые обеспечивают целостность обыденной жизни в её повседневном опыте на уровне отдельных первичных коллективов (напр., семьи), и не претендуют на позиции власти.
3) Уже сам дискурс, по Лиотару, является метанаррацией и создает «социальную мифологию», которая поддерживает функционирование всех механизмов управления.
Специфика нашего времени как «после современного» («постмодерна») заключается, согласно Лиотару, в утрате макронарративами своей легитимирующей силы после катастрофических событий XX века (например, Холокост).

## Постмодернистская забота о справедливости
Критика Лиотара принимает ожесточенный характер в работах «Лишь игры» (1979) и «Differend» (1983), которые развивают постсовременную теорию справедливости. Лиотар выражает опасение, что атомизация (разобщенность) людей, подразумеваемая понятием микро-нарратива и языковых игр, ведет к краху этики. Раньше часто считалось, что универсальность является необходимым условием существования этических суждений: так, «Не укради» является этическим суждением, в то время как «Не кради у Маргарет» таковым не является. Последнее слишком оконкречено для того, чтобы служить этическим суждением (в чем особенность этой Маргарет?); этическим подобное суждение может становиться только тогда, когда оно опирается на суждение универсальное («Не укради ни у кого»). Но универсалии непозволительны в мире, утерявшем веру в мета-нарративы, и в таком случае этика оказывается под большим вопросом. Справедливость и несправедливость, в таком случае, оказываются тогда только терминами в рамках языковых игр, а универсальность этики улетучивается. Лиотар утверждает, что понятие справедливости и несправедливости остаются корректными только в контексте постмодернизма. Новое определение несправедливости должно использовать правила языка из одного «фразового режима» и применять их к другому. Этичное поведение — то, которое чутко к угрозе этой несправедливости, внимает вещам в их частности и не заключает их в прокрустовы рамки абстрактной концептуальности. Необходимо засвидетельствовать верность иной логике — логике «differend».
Постоянная смена идеологий подтверждает, что вера в господство разума, правовую свободу и социальный прогресс подорвана. Кризис ценностей философии тождества, синтезированных в спекулятивной философии Гегеля, означает отход от тотальности всеобщего и возврат к самоценности индивидуального опыта на микроуровне. «Проект современности», таким образом, ориентирован на автономию морального закона и с необходимостью обращается к метафизике И. Канта. Право на индивидуальный выбор в своей реализации приводит к практике сосуществования множества различных языков, гетерогенных «языковых игр», полное тождество которых невозможно ввиду различия их целей («денотативные», означивающие игры) и стратегий («прескриптивные», действующие языковые игры). Задачей социальной политики становится не насильственная унификация множественности в единое «коллективное тело» социума и даже не поиск универсального языка для возможности диалога между ними, но сохранение именно этой разнородности, поддержка практики различных «языковых игр».
Однако сам радикализм Лиотара, наделяющий один лишь дискурс всеми властными полномочиями и придавая ему статус господствующего, тем самым по сути продолжает традиционную линию метафизики.

## Публикации на русском языке
- Жан-Франсуа Лиотар. Состояние постмодерна (1979). Перевод с французского: Н. А. Шматко, «Институт экспериментальной социологии», Москва; Издательство «АЛЕТЕЙЯ», Санкт-Петербург, 1998. ББК 87.4 Л 60
- Жан-Франсуа Лиотар. Хайдеггер и «Евреи». Издательство «Аксиома», Санкт-Петербург, 2001
- Лиотар Ж.-Ф. Феноменология. СПб, Алетейя, 2001.
- Жан-Франсуа Лиотар. Anima minima // Кабинет «З» (под ред. В. Мазина). — 2004. — С. 62-97.
- Либидинальная экономика = Libidinal Economy. — М.; СПб : Изд-во Института Гайдара; Факультет свободных искусств и наук СПбГУ, 2018. — (Новое экономическое мышление). – 472 с. – 18+. ISBN 978-5-93255-562-2